# Ṣalāt al-maghrib
La ṣalāt al-maghrib (in arabo صلاة المغرب‎?) è la quarta preghiera (ṣalāt), delle cinque obbligatorie previste dalla religione islamica, e deve essere recitata subito dopo il tramonto. 
Le preghiere quotidiane formali dell'Islam variano per numero di rakʿāt. La ṣalāt al-maghrib è costituita da tre rakʿāt obbligatorie. Le prime due rakʿāt obbligatorie debbono essere effettuate accompagnate da formule recitate ad alta voce, mentre la terza va adempiuta in silenzio. Fra i sunniti sono raccomandate (sunna) altre due rakʿāt dopo quelle obbligatorie.

## Tempo di preghiera
Per essere considerate valide, le ṣalāt debbono essere recitate in orari precisi. Le persone con validi motivi giustificativi possono fruire di un periodo più lungo per recitare le loro preghiere (questo periodo supplementare è definito ḍarūrī, "di necessità"). Il termine entro il quale è valida la ṣalāt al-maghrib è il più breve dei cinque periodi della giornata.
Il tempo in cui va recitata la ṣalāt al-maghrib è il seguente:

### Sunniti
Inizio
- Quando il sole è completamente sparito dall'orizzonte.

Fine
- Secondo le opinioni dominanti delle scuole giuridiche malikita e sciafeita, il tempo termina appena dopo il tempo necessario a purificarsi e a pregare. Dopo ciò, secondo la scuola malikita, il periodo di necessità ha termine poco prima dell'alba, ad esempio, all'inizio della ṣalāt al-Fajr.
- La maggior parte delle opinioni degli altri studiosi sostengono che il tempo per la ṣalāt al-maghrib termina all'inizio della ṣalāt al-'Isha'. Non vi è comunque unanimità tra gli studiosi sunniti su questo punto. Secondo gli hanafiti, la ṣalāt al-'Isha' inizia quando il buio è completo ed è scomparsa dal cielo ogni bagliore rossastro del sole.
- Secondo un parere di minoranza nella scuola malikita, il tempo prescritto per la ṣalāt al-maghrib termina quando il filo rosso è scomparso dal cielo. In un altro parere della scuola sciafeita, la scomparsa del filo rosso segna la fine del periodo di necessità. Questi tempi possono essere approssimati utilizzando il sole come unità di misura. Quando il sole è sceso sotto i 12 gradi è molto probabile che si sia più vicini alla scomparsa del crepuscolo giallo (fine del tramonto per gli hanafiti). Il crepuscolo bianco (fine del tramonto per gli Zayditi e gli sciiti) deve essere approssimato a 18 gradi. Per il raggiungimento del buio completo, cioè la scomparsa del filo bianco dal cielo, alcuni astronomi sostengono che occorre che il sole sia sceso di 15 gradi sotto l'orizzonte, mentre altri utilizzano il numero più sicuro di 18 gradi.

Essa è la quarta preghiera del giorno.

### Sciiti
Inizio
- Quando il rossore del cielo orientale – che persiste in Oriente per un certo tempo dopo il tramonto – scompare dalla metà orientale del cielo, e quindi da sopra la testa quando si guarda verticalmente verso l'alto nel cielo.[1]

Fine
- A mezzanotte. La fine del periodo è normalmente indicata dopo le undici e un quarto pomeridiane. Ciò in circostanze normali. Tuttavia, in caso che uno sia sveglio, abbia dimenticato di pregare o sia stato impedito da circostanze particolari non dipendenti dalla sua volontà o in caso di una donna ritardata dalle mestruazioni, la fine del periodo viene prorogata fino all'inizio del tempo della preghiera Fajr.

Nonostante il periodo relativamente lungo in cui è valida la recita della preghiera, si ritiene importante adempiere all'obbligo non appena ha inizio il tempo previsto.